# アルギッパイオイ

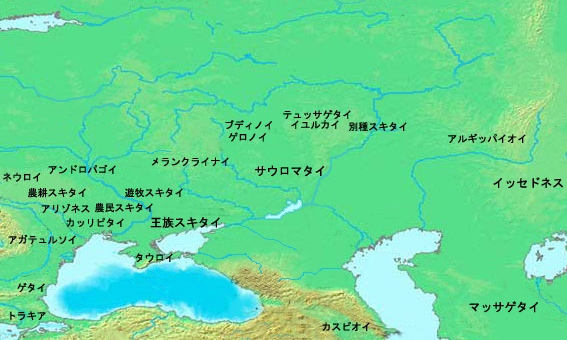
紀元前6世紀の諸民族とアルギッパイオイ人の位置。

アルギッパイオイ（ギリシャ語：Ἀργιππαῖοι）は、古代ギリシア時代にウラル山脈の麓に住んでいたとされる民族。生まれながら（薄毛の遺伝、あるいは髪を剃る習俗から？）彼らはみな禿頭であるため、禿頭族と呼ばれた。

## ヘロドトスの記録
古代ギリシャの歴史家ヘロドトスは『ヒストリアイ（歴史）』において次のように記している。

## 言語系統
ヘロドトスは「独自の言語を話す」と記しており、少なくともスキタイ語ではないと考えられる。バシュキル語やカルムイク語の言語系統はアルタイ系のテュルク系であるので、仮にスキタイ語がインド・イラン語派（インド・ヨーロッパ語族のうちの語派のひとつ）であるならばこの記述に矛盾は生じない。スキタイ周辺の民族の中で、スキタイと異なる言語を話すのは他にアンドロパゴイが挙げられる。